# Trochalus kapirianus
Trochalus kapirianus är en skalbaggsart som beskrevs av Moser 1916. Trochalus kapirianus ingår i släktet Trochalus och familjen Melolonthidae. Inga underarter finns listade i Catalogue of Life.